# James while John had had had had had had had had had had had a better effect on the teacher
"James while John had had had had had had had had had had had a better effect on the teacher" — речення англійською мовою, що демонструє лексичну неоднозначність і необхідність використання розділових знаків, які служать відповідниками інтонації, наголосу і пауз в усному мовленні.
У дослідженнях обробки інформації людиною, це речення використано, щоб показати, як читачі покладаються на розділові знаки, для надання реченню змісту, особливо при перегляді всього рядка тексту.

## Використання, розгадка, усунення неоднозначності
Речення можна використати як граматичну головоломку або завдання тесту, для якого необхідно знайти правильну пунктуацію, щоб надати йому змісту.
Ганс Рейхенбах використав 1947 року майже таке саме речення (лише першими словами були "John where Jack…"), як вправу читачу для ілюстрації різних рівнів мови, а саме об’єктної мови і  метамови.
Виставивши розділові знаки, в такому реченні можна дібрати глузду:
James, while John had had «had», had had «had had»; «had had» had had a better effect on the teacher.
Варіант перекладу:
Джеймс вибрав «had had», тоді як Джон зупинився на «had»; «had had» справило краще враження на вчителя. (had — минулий час дієслова have, яке має основним значенням мати, володіти, а також є допоміжним дієсловом для утворення форм перфекту).
Стає зрозумілим, що мова йде про урок/тест з англійської мови, учитель порівнює вживання граматичних часів двома учнями.
У дослідженні, що показує, як люди розуміють інформацію в своєму середовищі, це речення було використане, щоб продемонструвати, як довільні рішення можуть радикально змінити зміст, аналогічно, як зміни в пунктуації та використанні лапок  у реченні показують, що вчитель по черзі віддає перевагу роботі Джеймса або роботі Джона. ('James, while John had had "had", ...', or 'James, while John had had "had had",...' - 'Джеймс, в той час як Джон вжив " had ", ...', або ' Джеймс, в той час як Джон вжив " had had ", ...')
Фраза також використовується, щоб показати семантичну невизначеність слова " had ", а також щоб зобразити різницю між використанням слова й посиланням на слово.
Речення також  використовується як приклад того, як складне для розуміння речення може залишатись синтаксично  правильним.
Іменники James and John і фразу a better effect on the teacher часто змінюють на інші. Також while зазвичай  змінюють на where або whereas